# زیارتگاه شاهزاده محمد نوش‌آباد
زیارتگاه شاهزاده محمد نوش آباد مربوط به دوره ایلخانی - دوره قاجار است و در نوش‌آباد، کوچه جنب پارک واقع شده‌است. این اثر در تاریخ ۱۰ خرداد ۱۳۸۲ با شمارهٔ ثبت ۹۰۱۵ به‌عنوان یکی از آثار ملی ایران به ثبت رسیده است.